# John Wallop (1er comte de Portsmouth)
Pour les articles homonymes, voir John Wallop.
John Wallop, 1er comte de Portsmouth (15 avril 1690 - 22 novembre 1762), de Hurstbourne Park, près de Whitchurch et Farleigh Wallop, Hampshire, connu sous le titre de 1er vicomte Lymington de 1720 à 1743, est un homme politique britannique qui siège à la Chambre des communes de 1715 à 1720, date à laquelle il quitte son siège après avoir été élevé à la pairie en tant que vicomte Lymington et baron Wallop.

## Jeunesse
Wallop est le troisième fils de John Wallop, de Farleigh Wallop et de sa femme Alicia, fille de William Borlase. Les Wallop sont une famille ancienne et influente du Hampshire, son arrière-grand-père est le régicide Robert Wallop. Son père meurt vers 1694 et il hérite de son frère aîné, Bluett Wallop, des domaines familiaux en 1707. Wallop fait ses études au Collège d'Eton en 1708, à Genève de 1708 à 1709, et effectue son Grand Tour à travers l'Italie et l'Allemagne en 1710.

## Carrière politique
En 1715, Wallop est élu en tant que député Whig à la fois pour Andover, où une influence familiale existe, et pour le Hampshire, et il choisit de siéger pour ce dernier. En 1717, il prend le parti de Stanhope et Sunderland contre Walpole et Townshend et est récompensé par une nomination en tant que lord junior du Trésor. Il est réélu sans opposition lors de l'élection partielle qui suit dans le Hampshire. Cependant, il vote contre le gouvernement sur l'abrogation des lois occasionnelles de conformité et de schisme.
Lorsque Sunderland tombe en 1720 après le scandale de la Compagnie de la mer du Sud, Wallop est exclu du Trésor. Il est récompensé par une pairie, étant créé vicomte Lymington et baron Wallop le 11 juin 1720. En 1731, il suggère à la reine Caroline (par l'intermédiaire de sa favorite, Charlotte Clayton) de remplacer le duc de Bolton en tant que directeur électoral du gouvernement dans le Hampshire, mais rien ne se produit immédiatement.
Le 11 janvier 1732, il est nommé juge à Eyre pour les forêts au nord de la Trent. En 1733, lorsque le duc de Bolton rompt avec Walpole au sujet du projet de loi sur l'accise, il est déchu de la plupart de ses fonctions ; Lymington lui succède en tant que Lord-lieutenant du Hampshire, vice-amiral du Hampshire et vice-amiral de l'île de Wight. En juillet 1734, le duc de Montagu, qui a succédé à Bolton en tant que gouverneur de l'île de Wight, démissionne de ce poste et Lymington le reçoit également, bien qu'il démissionne du poste de juge à Eyre cette année-là. Le déclin de Bolton menace l'influence des Whigs dans le Hampshire. Lymington travaille en « parfaite harmonie » avec Lord Harry Powlett, le frère de Bolton et l'un des candidats Whig, mais l'opposition de Bolton à Anthony Chute, l'autre Whig, entraîne la défaite de Chute et la victoire de l'un des candidats conservateurs, Edward Lisle .
Lors de la chute de Walpole en 1742 (en partie à cause de l'échec du siège de Carthagène, qui a coûté la vie au deuxième fils de Lymington), le duc de Bolton récupère tous ses anciens postes dans le Hampshire et l'île de Wight. Comme en 1720, Lymington est dédommagé de ses pertes par une pairie et est créé comte de Portsmouth le 11 octobre 1743. Il retrouve les postes de gouverneur et vice-amiral de l'île de Wight en 1746, lorsque Bolton soutient le ministère avorté de Bath et Granville et est privé de ces postes par les Pelham.

## Famille
Le 20 mai 1716, Wallop épouse Bridget Bennet (décédée le 12 octobre 1738), la fille de Charles Bennet 1er comte de Tankerville. Ils ont six fils et quatre filles ,:
- Bridget Wallop (20 février 1717 - 26 juin 1736)
- John Wallop (vicomte Lymington) (1718-1749)
- Borlace Wallop (3 juin 1720 - avril 1741) (ailleurs Burlace), formé comme gentilhomme roturier au Winchester College (vers 1731)[5], enseigne dans le Royal Regiment of Foot Guards, aide de camp du général Wentworth, participe à l'attaque du fort Saint Lazare et meurt de fièvre peu de temps après
- Mary Wallop (17 août 1721 – 13 avril 1722)
- Charles Wallop (1722–1771)
- Anne Wallop (décédée le 3 mars 1759), célibataire
- Bluett Wallop (1726-1749)
- Elizabeth Wallop (d. juin 1727)
- Henry Wallop, mort en bas âge
- Bennet Wallop, décédé jeune

Lymington se remarie le 9 juin 1741 à Elizabeth, veuve de Henry Grey et fille de James Griffin, 2e baron Griffin de Braybrooke ; ils n'ont pas d'enfants.
Deux de ses fils meurent en 1749 : Bluett, son plus jeune, en juin, et John, vicomte Lymington en novembre. À sa mort en 1762, Wallop est remplacé par son petit-fils John Wallop (2e comte de Portsmouth).